# Bjørn Morisse
Pour les articles homonymes, voir Morisse.
Bjørn Morisse (1944-2006) est un illustrateur, auteur de bande dessinée et musicien norvégien.

## Biographie
Sa bande dessinée la plus connue est Glåmrik (no), publiée dans les années 1970 dans le quotidien Dagbladet.
Son frère aîné Tor (1947-2017) était également un dessinateur reconnu.